# 대전수정초등학교
대전수정초등학교는 대한민국 대전광역시 유성구에 있는 초등학교다.

## 학교 연혁
- 2007.03.01. 대전수정초등학교 9학급, 유치원 1학급 개교
- 2007.05.01. 개교 기념일
- 2007.06.11. 수정 꿈나무 도서관 개관
- 2007.12.11. 2007 방과후학교 Top-School 우수학교 선정(교육감표창)
- 2008.11.20. e-러닝 선도학교 운영 우수학교 선정(5천만원 지원)
- 2009.03.01. 차세대학습 연구시범 학교 운영(2년간)
- 2009.07.02. 영어교육 리더학교우수학교 선정
- 2009.12.22. 방과후학교 경진대회 우수학교 선정
- 2009.12.31. 학교교육과정운영 우수학교 선정
- 2014.02. 제7회 졸업식(317명)
- 2014.03.01. 13학급 편성
- 2015.02.13. 제8회 졸업식(360명)
- 2015.03.01. 13학급 편성

## 학교 상징
- 교화 : 모란꽃 - 항상 밝고 아름다우며 사랑이 넘치는 수정 어린이
- 교목 : 소나무 - 언제나 의지가 굳으며 인내심을 가지고 푸르고 바르게 자라는 수정 어린이

## 참고 자료
- 대전수정초등학교 - 한국교육학술정보원 학교알리미